# Рішин
Рішин — село в Україні, в Яворівському районі Львівської області. Населення — 151 особа. Орган місцевого самоврядування — Яворівська міська рада.

## Назва
За роки радянської влади село в документах називали «Ришин». 1989 р. селу надали сучасну назву.